# Podział administracyjny Tel Awiwu

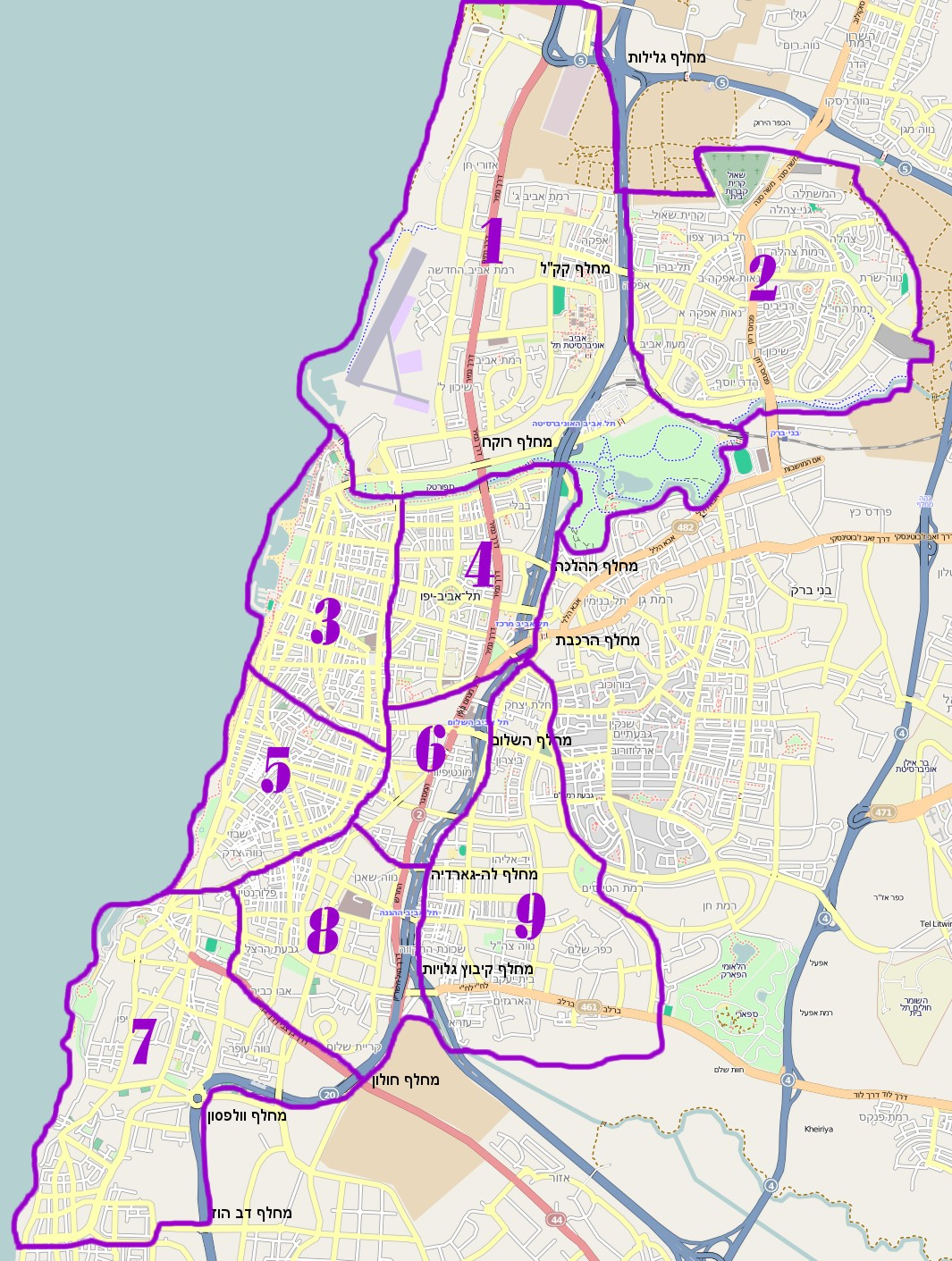
Podział administracyjny Tel Awiwu

Podział administracyjny Tel Awiwu – aktualnie miasto Tel Awiw-Jafa jest podzielone na dziewięć dzielnic, które powstały w sposób naturalny na przestrzeni dziejów miasta.
Najstarszą częścią jest portowe miasto Jafa, z którego narodził się Tel Awiw. Stare miasto Jafa jest tradycyjnie zamieszkane przez znaczny procent ludności arabskiej, jednakże trwają wysiłki podniesienia statusu tej części miasta poprzez zachęcanie do zamieszkania tutaj populacji o wyższym wykształceniu. Podobne procesy występują w sąsiedniej dzielnicy Newe Cedek (hebr. נווה צדק; pol. Dom Sprawiedliwości), która była najstarszą żydowską dzielnicą Jafy. Tuż obok, w południowej części miasta, jest dzielnica Florentin. W północnej części miasta znajduje się region Ramat Awiw (hebr. רמת אביב), w którym powstały luksusowe osiedla mieszkaniowe oraz wybudowano nową siedzibę Uniwersytetu Tel Awiwu. Obecnie trwa rozbudowa tego obszaru, który w niedalekiej przyszłości wchłonie teren wycofywanego z eksploatacji port lotniczy Tel Awiw-Sede Dow. Obszar nazywany Ha-Kirja (hebr. הקריה) jest siedzibą dowództwa Sił Obronnych Izraela oraz dużą bazą wojskową.

## Podział dzielnic na osiedla
Podział Tel Awiwu na dzielnice i będące w nich osiedla mieszkaniowe (dzielnice są ułożone kolejno od północy do południa i od zachodu do wschodu)”. Dwie dzielnice położone na północ od rzeki Jarkon są podzielone na pół przez autostradę Ajjalon.

### Dzielnica Pierwsza

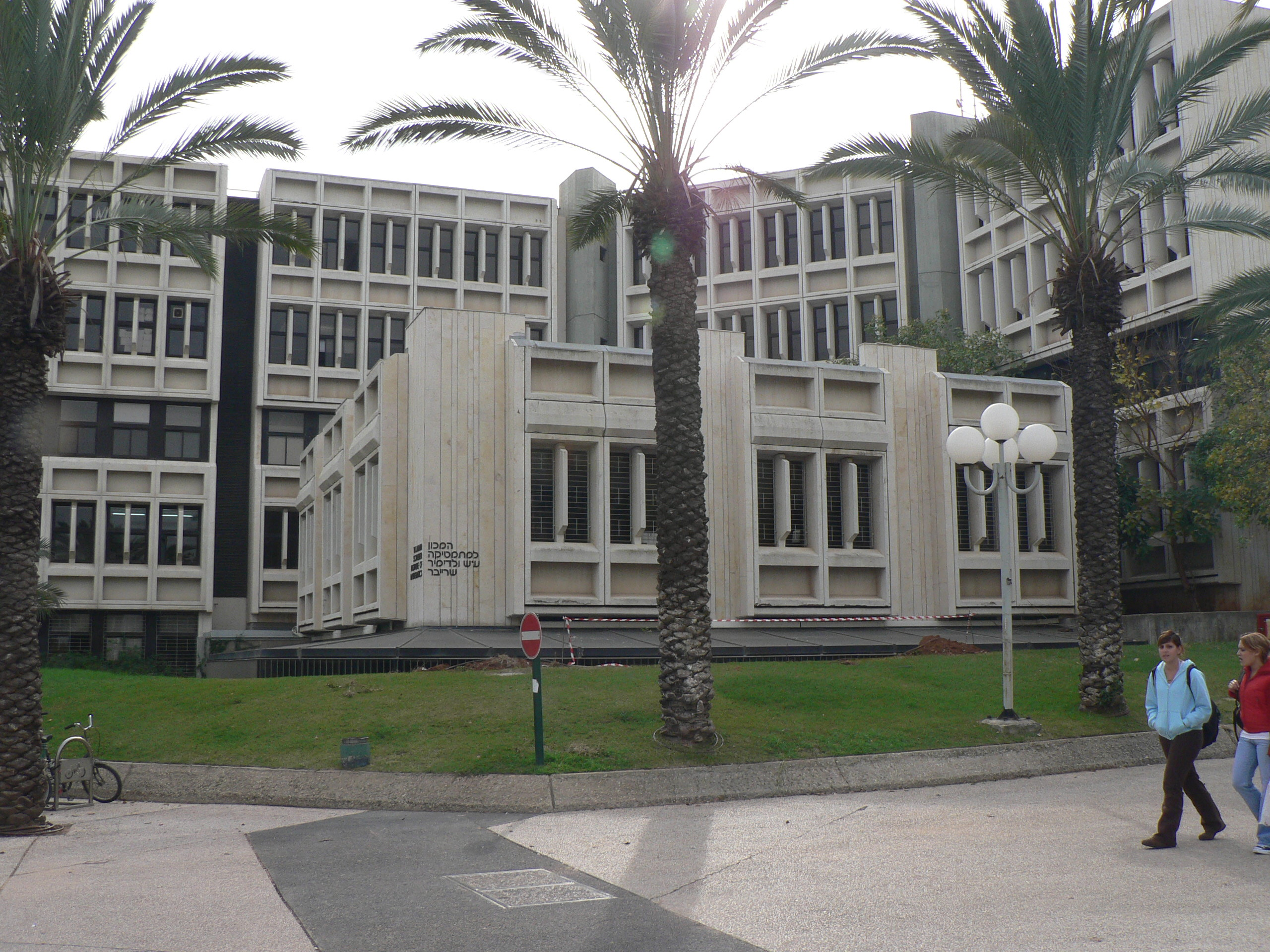
Uniwersytet Telawiwski

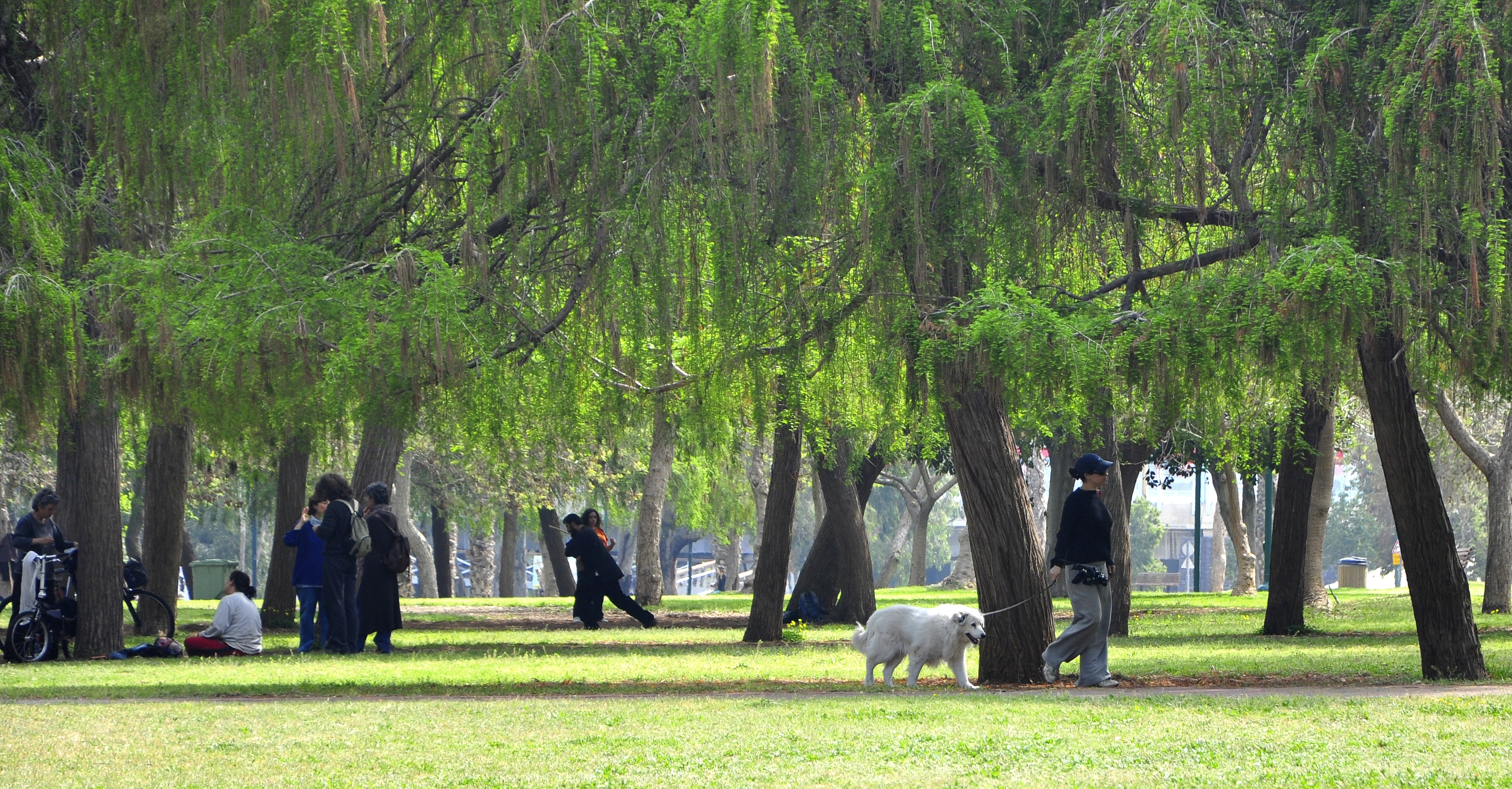
Park ha-Jarkon

Dzielnica Pierwsza (hebr. רובע 1) jest położona w północno-zachodniej części miasta. Według danych Izraelskiego Urzędu Statystycznego w 2006 dzielnica liczyła 49 095 mieszkańców, stanowiąc 12,9% populacji miasta.
W jej skład wchodzą osiedla mieszkaniowe:
- Afeka (אפקה),
- Ezore Chen (אזורי חן),
- Kochaw ha-Cafon (כוכב הצפון),
- Migdale Ne’eman (מגדלי נאמן),
- Newe Awiwim (נוה אביבים),
- Ramat Awiw (רמת אביב),
- Ramat Awiw Gimel (ג רמת אביב),
- Ramat Awiw ha-Chadasza (רמת אביב החדשה) i
- Tochnit Lamed (שיכון למד).

Dodatkowo są tutaj osiedla niemieszkaniowe:
- Kampus Uniwersytetu Telawiwskiego (קמפוס אוניברסיטת תל אביב),
- Kirjat ha-Muze’onim (מוזיאון קרית) i
- Park ha-Jarkon (פארק הירקון).

Do najważniejszych obiektów położonych w tej dzielnicy należą: Uniwersytet Telawiwski, Muzeum Ziemi Izraela, Muzeum Diaspory, Muzeum Palmach, Centrum Icchaka Rabina, centrum wystawowe Targi Izraela & Centrum Kongresowe, College Nauczycielski Levinsky, College Nauczycielski Kibuców, Technologii i Sztuki, Centrum Technologii Edukacyjnych oraz Park ha-Jarkon.
Przez dzielnicę przebiega droga ekspresowa nr 2  (Tel Awiw-Netanja-Hajfa) oraz autostrada nr 20  (Autostrada Ajjalon). Jest tu także stacja kolejowa Tel Awiw Uniwersytet i krajowy port lotniczy Sede Dow. Przez dzielnicę przepływa rzeka Jarkon.

### Dzielnica Druga

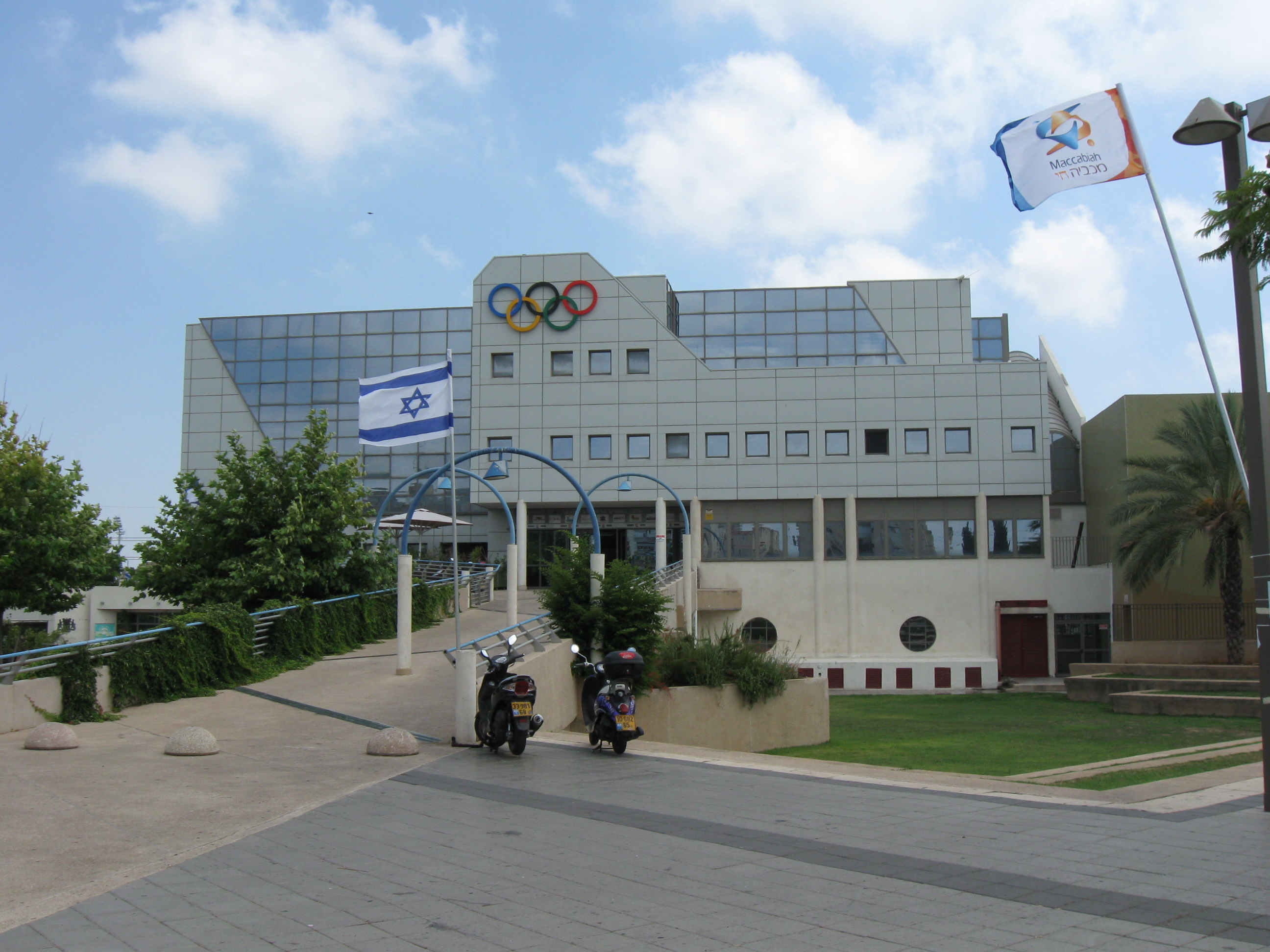
Izraelski Komitet Olimpijski

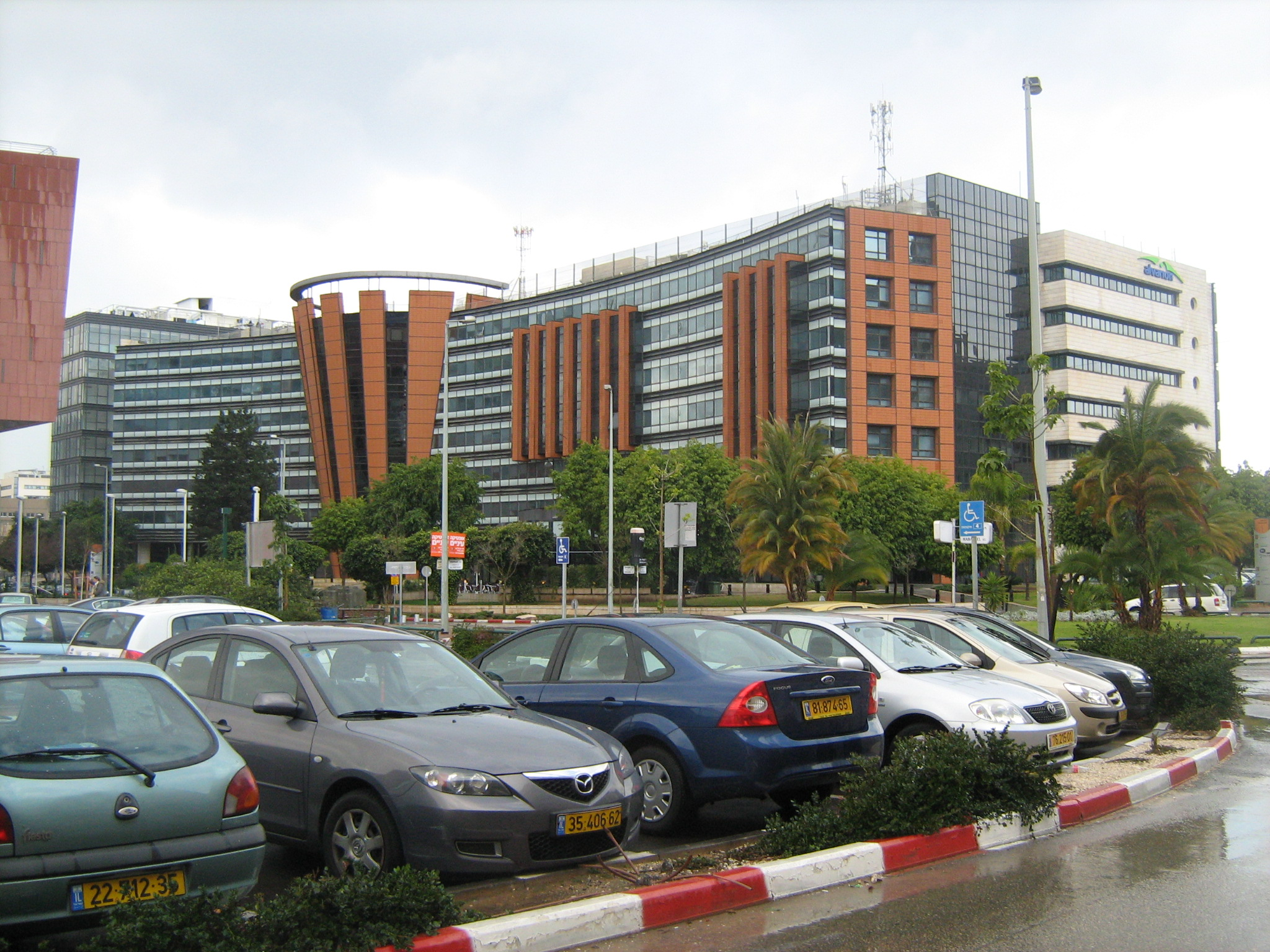
Izraelska Dolina Krzemowa w parku przemysłowym Jarkon

Dzielnica Druga (hebr. רובע 2) jest położona w północno-wschodniej części miasta. Według danych Izraelskiego Urzędu Statystycznego w 2006 dzielnica liczyła 48 356 mieszkańców, stanowiąc 12,7% populacji miasta.
W jej skład wchodzą osiedla mieszkaniowe:
- Ganne Cahala (גני צה"ל),
- Giwat ha-Perachim,
- Hadar Josef (הדר יוסף),
- Ha-Misztala (המשתלה),
- Ma’oz Awiw (מעוז אביב),
- Ne’ot Afeka (נאות אפקה),
- Newe Dan (שיכון דן),
- Newe Gan (נווה גן),
- Newe Szaret (נווה שרת),
- Ramat ha-Chajjal (רמת החי"ל),
- Ramot Cahala,
- Rewiwim (שכונת רביבים),
- Tel Baruch (תל ברוך),
- Cahala (צהלה) i
- Jisgaw (ישגב).

Dodatkowo są tutaj osiedla niemieszkaniowe:
- Kirjat Atidim (קריית עתידים) i
- Ewer ha-Jarkon (אזור תעשייה עבר הירקון).

Do najważniejszych obiektów położonych w tej dzielnicy należą: Szpital Assuta, College Inżynierii Afeka oraz Cmentarz Kirjat Sza’ul. Swoją siedzibę mają tutaj Izraelski Komitet Olimpijski oraz stacja telewizyjna Channel 2. Tutejsze dwie strefy przemysłowe wchodzą w skład izraelskiej Doliny Krzemowej.
Przez dzielnicę przebiega autostrada nr 20  (Autostrada Ajjalon) oraz droga nr 482  (Tel Awiw-Herclijja). Północnym i wschodnim obrzeżem dzielnicy przebiegają autostrada nr 4  (Aszkelon-Tel Awiw-Petach Tikwa-Hajfa) i autostrada nr 5  (Tel Awiw-Petach Tikwa-Ari’el). Przy południowej granicy dzielnicy przepływa rzeka Jarkon.

### Dzielnica Trzecia

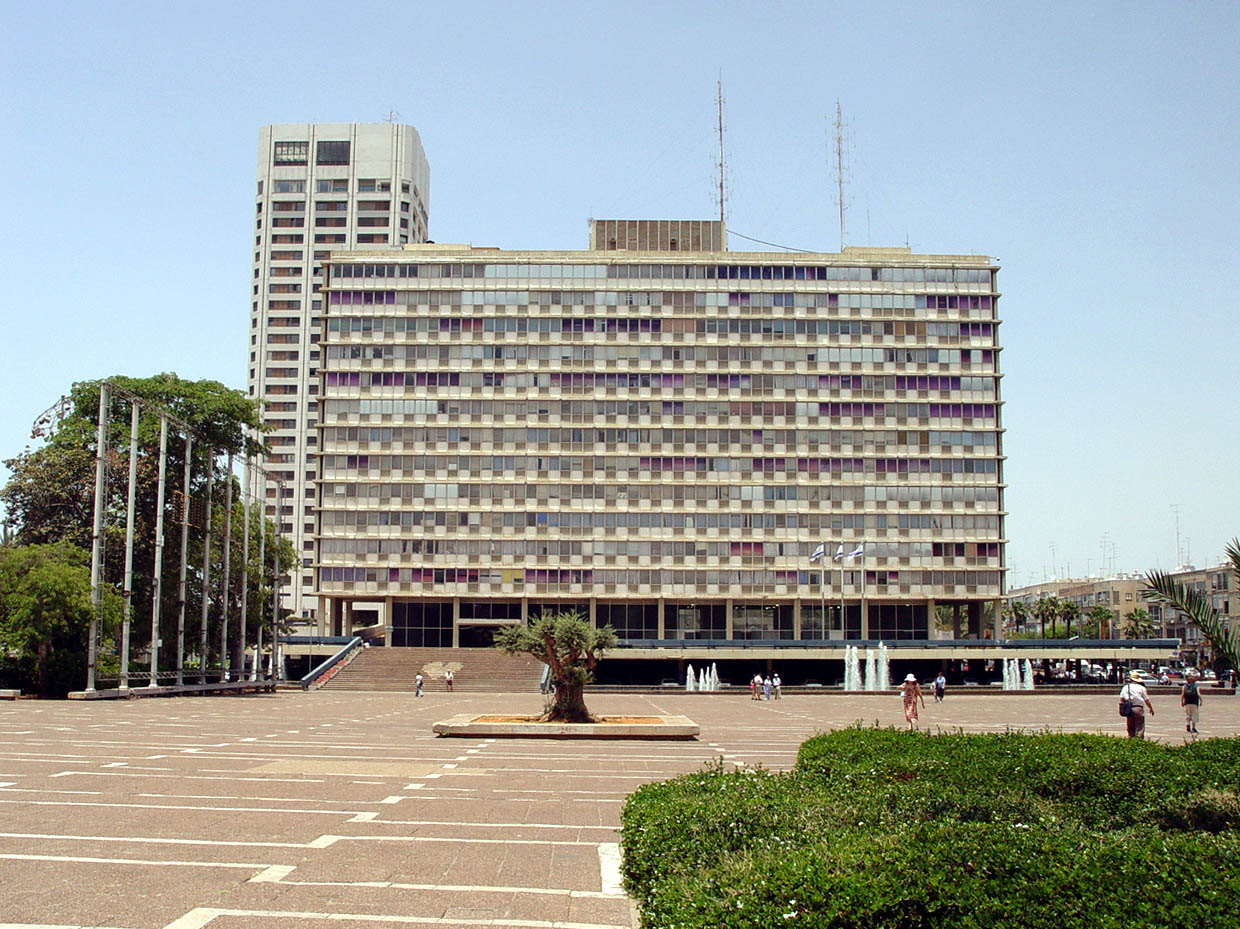
Ratusz w Tel Awiwie

Dzielnica Trzecia (hebr. 3 רובע) jest położona w północnej części centrum miasta. Według danych Izraelskiego Urzędu Statystycznego w 2006 dzielnica liczyła 56 105 mieszkańców, stanowiąc 14,5% populacji miasta.
Znajdują się tutaj osiedla mieszkaniowe:
- Cafon Jaszan (צפון ישן),
- Centrum Tel Awiwu.

Do najważniejszych obiektów położonych w tej dzielnicy należą: Ratusz w Tel Awiwie, Audytorium Manna, Pawilon Sztuki Współczesnej Heleny Rubinstein, Galeria Gordon, Galeria Givon, Centrum Bauhaus, Dom Ben Guriona, Centrum Dizengoffa, Port Tel Awiw, marina w Tel Awiwie, Park Niepodległości. Swoją siedzibę mają tutaj: Izraelska Orkiestra Filharmoniczna, Teatr Narodowy Izraela – Habima i Teatr Beit Lessin.
Przez dzielnicę przebiega ulica Ibn Gabirol, pełniąca funkcję głównej arterii komunikacyjnej łączącej śródmieście z osiedlami położonymi na północ od rzeki Jarkon. Drugą ważną arterią komunikacyjną jest ulica Dizengoffa, przechodząca przez sam środek dzielnicy. Aby dojechać do drogi ekspresowej nr 2  (Tel Awiw-Netanja-Hajfa) i autostrady nr 20  (Autostrada Ajjalon), trzeba jechać na wschód ulicami Pinkas lub Arlozorov. Przy północnej granicy dzielnicy przepływa rzeka Jarkon.

### Dzielnica Czwarta

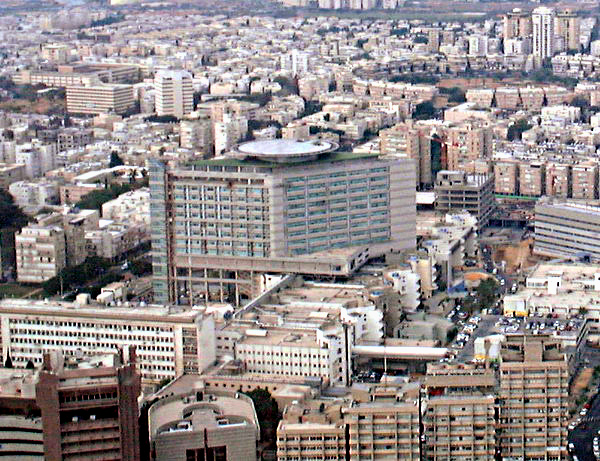
Centrum Medyczne Tel Awiw

Dzielnica Czwarta (hebr. 4 רובע) jest położona we wschodniej części centrum miasta. Według danych Izraelskiego Urzędu Statystycznego w 2006 dzielnica liczyła 42 746 mieszkańców, stanowiąc 11,1% populacji miasta.
Znajdują się tutaj osiedla mieszkaniowe:
- Bawli (בבלי),
- Giwat Amal Alef (גבעת עמל א),
- Giwat Amal Bet (גבעת עמל ב),
- Ha-Cafon ha-Chadasz (הצפון החדש),
- Park Cammeret (פארק צמרת).

Do najważniejszych obiektów położonych w tej dzielnicy należą: Sąd Rejonowy w Tel Awiwie, Centrum Medyczne Tel Awiw, Centrum Weizmana, Muzeum Sztuki Tel Awiwu, Konserwatorium Muzyki Izraela, Tel Awiw Performing Arts Center, Teatr Cameri, Biblioteka Beit Ariel, Park Dubnow, Bet Szalom Alechem, Dom Azji, Gimnazjum Herzlija. Swoją siedzibę mają tutaj: Opera Izraela, oddział Instytutu Goethego w Tel Awiwie, Instytut Kantorów Tel Awiw, Histadrut, WIZO.
We wschodniej części dzielnicy znajduje się centralny dworzec kolejowy Tel Awiwu, Tel Awiw Merkaz, przy którym jest dworzec autobusowy Terminal 2000. Wzdłuż wschodniej granicy dzielnicy przebiega ulica Ibn Gabirol, pełniąca funkcję głównej arterii komunikacyjnej łączącej śródmieście z osiedlami położonymi na północ od rzeki Jarkon. Drugą ważną arterią komunikacyjną jest ulica Namir, będąca miejskim odcinkiem drogi ekspresowej nr 2  (Tel Awiw-Netanja-Hajfa). Na wschód od niej przebiega autostrada nr 20  (Autostrada Ajjalon). Wszystkie te drogi biegną z północy na południe. Natomiast łącznikami biegnącymi z zachodu na wschód są ulice Pinkas i Arlozorov. Przy północnej granicy dzielnicy przepływa rzeka Jarkon, a wzdłuż wschodniej granicy płynie rzeka Ajjalon.

### Dzielnica Piąta

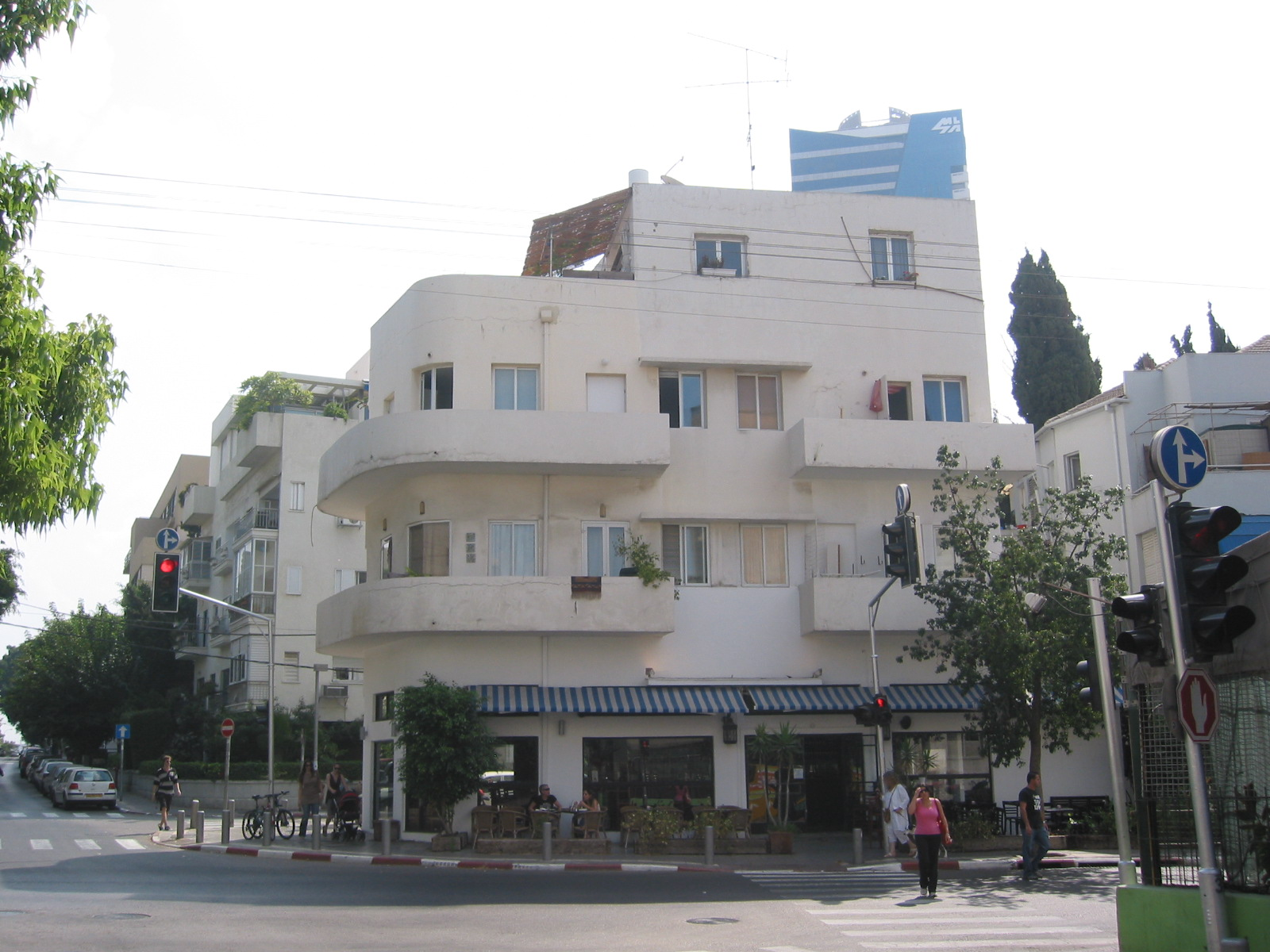
Modernistyczna zabudowa Białego Miasta

Dzielnica Piąta (hebr. 5 רובע) jest położona w zachodniej części centrum miasta. Według danych Izraelskiego Urzędu Statystycznego w 2006 w dzielnicy mieszkało 32 340 mieszkańców, stanowiąc 8,5% populacji miasta.
Znajdują się tutaj osiedla mieszkaniowe:
- Kerem ha-Temanim (כרם התימנים),
- Lew ha-Ir (לב תל אביב),
- Newe Cedek (נווה צדק),
- Szabbazi (שכונת שבזי),
- Menaszijja (מנשייה).

Do najważniejszych obiektów położonych w tej dzielnicy należą: Giełda Papierów Wartościowych w Tel Awiwie, Centrum Tekstylne, Bazar Karmel, Sala Niepodległości, Muzeum Biblii, Muzeum Hagany, Muzeum Żabotyńskiego, Muzeum Ecel, Muzeum Niepodległości Ecel, Muzeum Historii Sił Obronnych Izraela, Muzeum Sztuki Nachuma Gutmana, Dom Rokach, Centrum Tańca i Teatru Suzanne Dellal, Park Meir, Wielka Synagoga, cmentarz Trumpeldor i meczet Hassan Bek. Swoją siedzibę mają tutaj: partia polityczna Likud, ruch młodzieżowy Bejtar, Instytut Żabotyńskiego, Chór Kameralny Tel Awiwu.
Wzdłuż granic dzielnicy przebiegają trzy najważniejsze ciągi komunikacyjne – są to ulice Allenby, Derech Jafa i Herbert Samuel, która później przechodzi w ulicę Jehezkel Kaufmann. Ulicami Allenby i Derech Jafa, jadąc w kierunku południowo-wschodnim, dojeżdża się do ulicy Derech Menachem Begin i HaRekevet, a następnie do drogi ekspresowej nr 2  (Tel Awiw-Netanja-Hajfa) i autostrady nr 20  (Autostrada Ajjalon). Natomiast jadąc na zachód ulicami Derech Jafa i Kaufmann, dojeżdża się do Jafy.

### Dzielnica Szósta

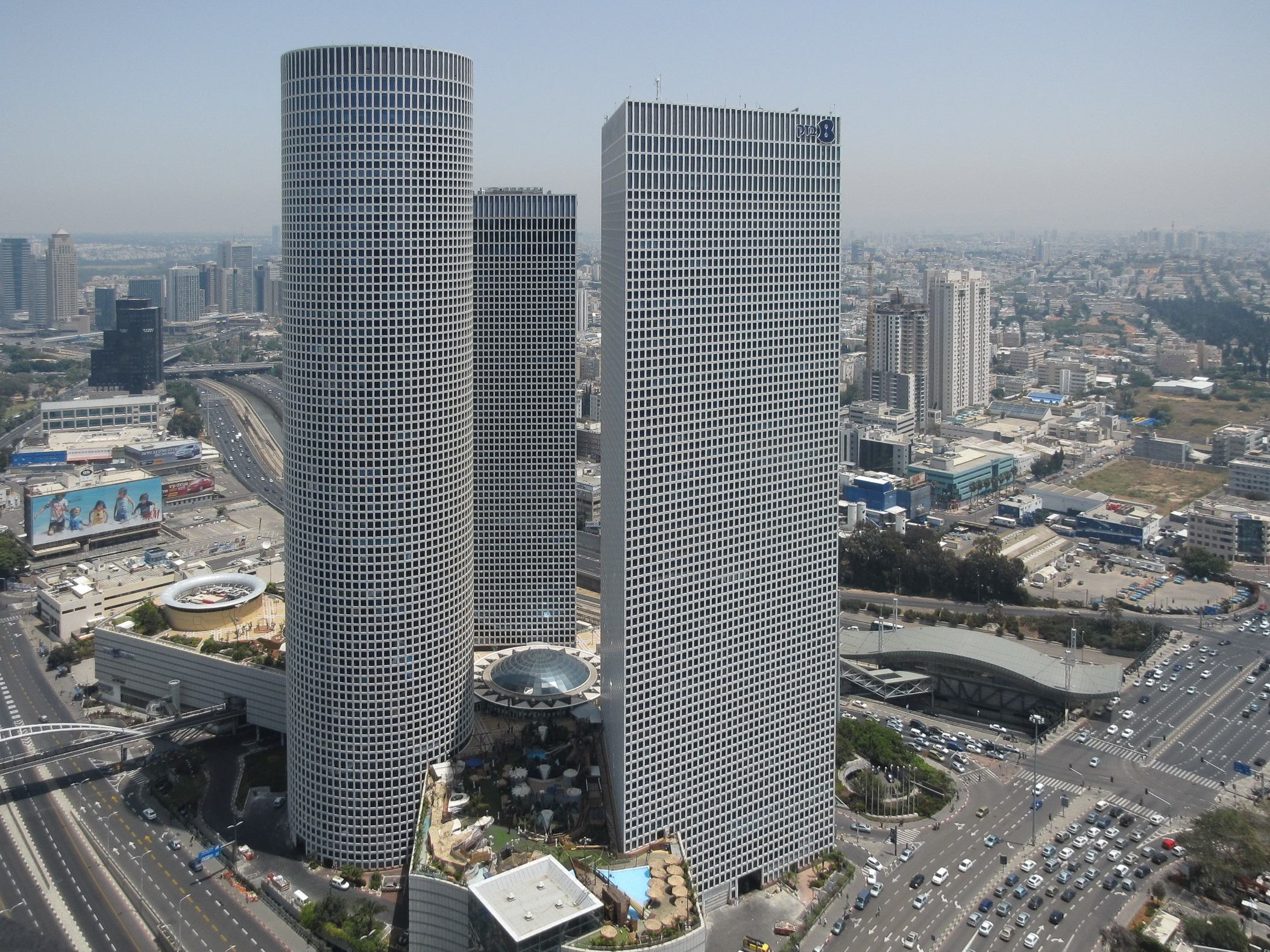
Centrum Azrieli

Dzielnica Szósta (hebr. 6 רובע) jest położona we wschodniej części centrum miasta. Według danych Izraelskiego Urzędu Statystycznego w 2006 w dzielnicy mieszkało 4609 mieszkańców, stanowiąc 1,2% populacji miasta.
Znajduje się tutaj osiedle mieszkaniowe:
- Montefiore (מונטיפיורי).

Dodatkowo są tutaj osiedla niemieszkaniowe:
- Ha-Kirja (הקריה),
- Ha-Rakewet.

Do najważniejszych obiektów położonych w tej dzielnicy należą: Centrum Azrieli, Gimnazjum Sztuki Tel Awiw, baza wojskowa Ha-Kirja, ZOA House, Teatr Tmuna. Swoją siedzibę mają tutaj: Ministerstwo Obrony Izraela, Sztab Generalny Sił Obronnych Izraela, Mekorot, Izraelska Izba Adwokacka, Stowarzyszenie Dziennikarzy Tel Awiwu, B’nai B’rith, Ruch Moszawów, Ha-Kibuc Ha-Arci.
Dzielnica jest położona w bezpośrednim sąsiedztwie autostrady nr 20  (Autostrada Ajjalon) i drogi ekspresowej nr 2 . Jest tu także stacja kolejowa Tel Awiw ha-Szalom.

### Dzielnica Siódma
Dzielnica Siódma – osiedla: Ajami, Dakar, Giwat Alija, Giwat Herzl, Giwat HaTemarim, Jafa Darom, Neve Ofer, Stara Jafa, Tsahalon.

### Dzielnica Ósma
Dzielnica Ósma – osiedla: Florentin, Ha-Moszawa ha-Amerika’it, Kirjat Szalom, Newe Sza’anan, Szapira.

### Dzielnica Dziewiąta
Dzielnica Dziewiąta – osiedla: Bet Ja’akow, Biccaron, Ezra, Ha-Argazim, Hatikwa, Jad Elijjahu, Kefar Szalem, Liwne, Nachalat Jicchak, Newe Barbur, Newe Elie’ezer, Newe Hen, Newe Kefir, Newe Cahal, Nir Awiw, Park Darom, Ramat Ha-Tajasim, Ramat Jisra’el, Tel Chajjim, Jedidja